# فانس ورلي
فانس ورلي (بالإنجليزية: Vance Worley)‏ هو لاعب كرة قاعدة أمريكي، ولد في 25 سبتمبر 1987 في ساكرامنتو في الولايات المتحدة.

## وصلات خارجية
- فانس ورلي على موقع دوري كرة القاعدة الرئيسي (الإنجليزية)
- فانس ورلي على موقعبيزبول رفرنس.كوم (الدوري الرئيسي) (الإنجليزية)
- فانس ورلي على موقعبيزبول رفرنس.كوم (الدوري الثانوي) (الإنجليزية)
- فانس ورلي على موقع إي إس بي إن.كوم (أم.أل.بي) (الإنجليزية)
- فانس ورلي على موقع مشجعي الرسوم البيانية (الإنجليزية)